# Boszrai csata
A boszrai csata a szíriai polgárháború egyik ütközete volt, mikor a felkelők megpróbálták elfoglalni Boszra városát.

## A csata
A támadást a felkelők robbantották ki, mikor megtámadták a Szíriai Hadsereg Boszrában és környékén álló erődítményeit
2015. március 24-én tudtak behatolni a városba, ahol a középkori citadellában több katonát is foglyul ejtettek. Ezt egy ellentámadással a hadseregnek sikerült visszaszereznie. A Szír Légvédelem tízszer támadta meg a várost, mely során 30 bombát lőttek ki. A hadsereg ezen kívül lőtte a közeli Maaraba kórházát is, ahol felkelőket ápoltak.
2015. március 25-én az iszlamistákkal megerősített Szabad Szíriai Hadsereg elfoglalta a várost és az itt található, UNESCO védettség alatt álló ásatási területeket. Kormányközeli források szerint a hadsereg és a militánsok, miután nem kapták meg a beígért erősítést, elhagyták a városban kiépített erődítményeiket.

## Következmények
Március 29-én helyi jellegű összetűzések törtek ki Glenben az Iszlám Muthanna Mozgalom és az al-Sunna oroszlános brigádja között arról, hogyan osszák szét a Boszrából zsákmányolt fegyvereket és lőszereket. A Mozgalom egyik harcosa meghalt sebesülteket pedig mindkét oldalon hárman szenvedtek el.